# Апаш
Апашите (на френски: Apaches) са престъпни банди в Париж в началото на XX век, в периода Бел епок.
Базирани в работническите източни предградия на града, като Менилмонтан и Белвил, те се занимават с измами, грабежи, а понякога и по-тежки престъпления, като в някои случаи се стига до масови сблъсъци между апаши и полиция. Явлението е популяризирано в печата от първите години на века и отмира през Първата световна война. Понятието придобива популярност и извън Франция със значение на уличен крадец.